# Taubenturm Manoir de la Noë Verte

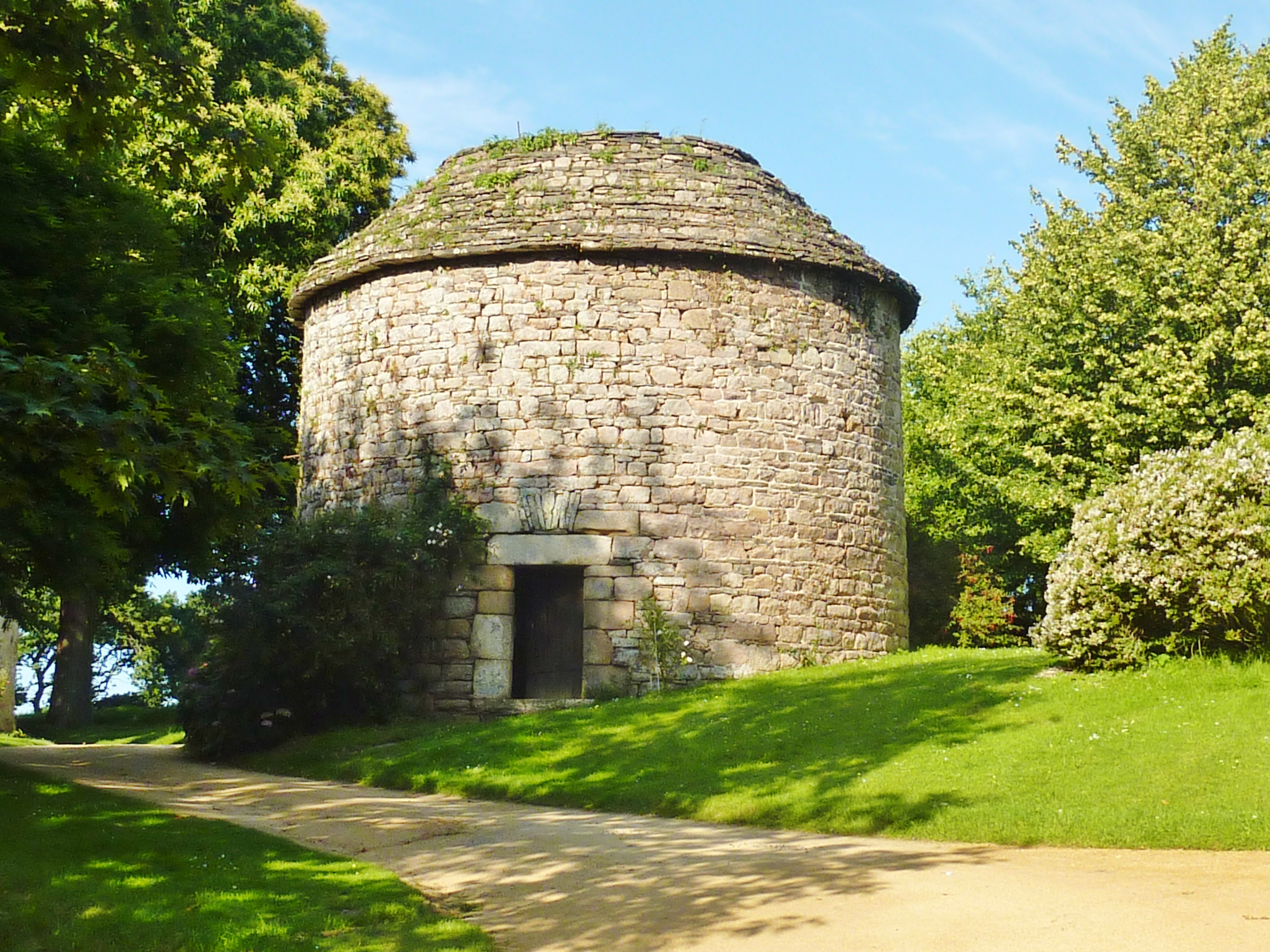
Taubenturm in Lanloup

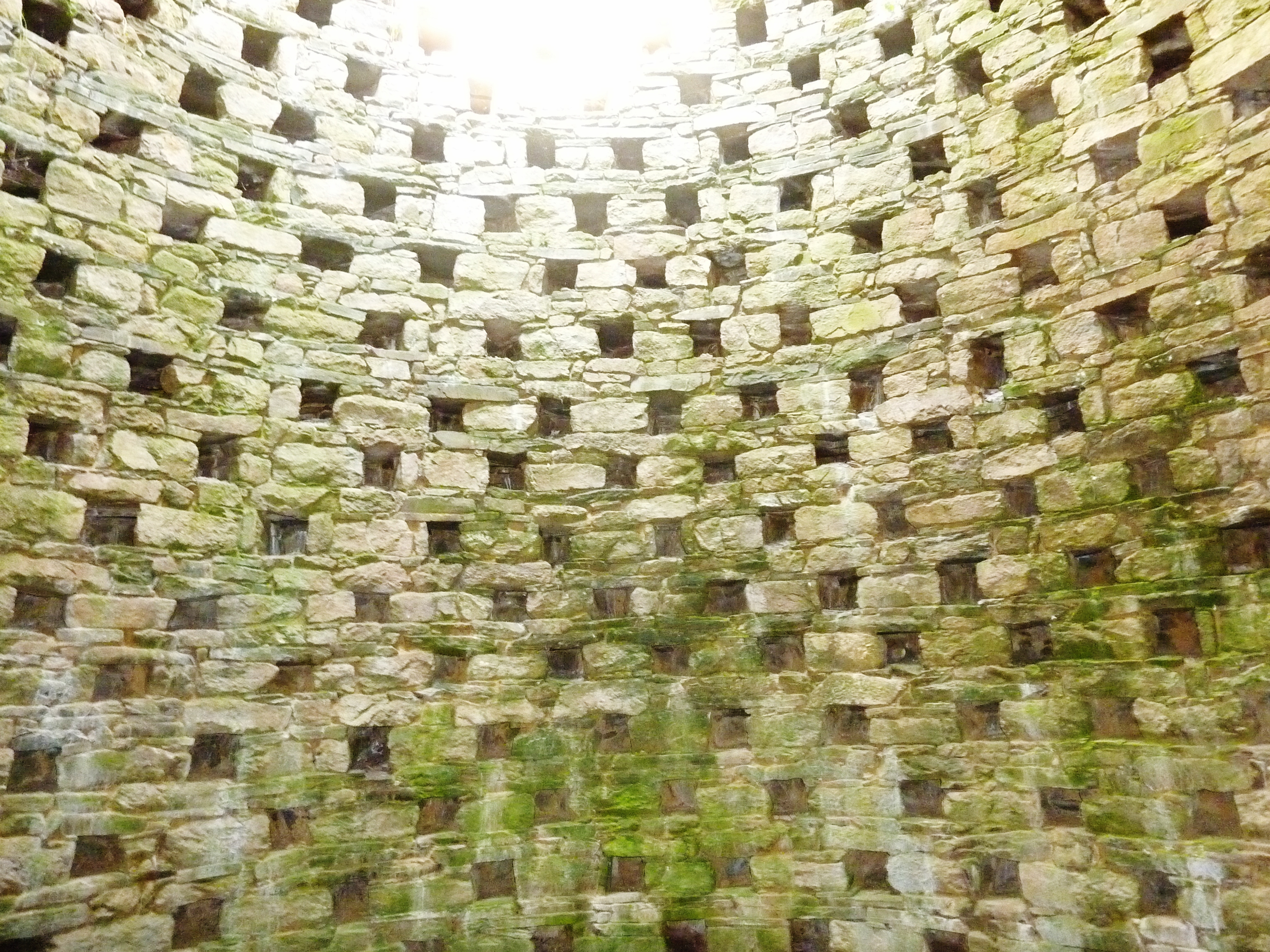
Innenansicht mit Nestern

Der Taubenturm (französisch colombier oder pigeonnier) des Manoir de la Noë Verte in Lanloup, einer französischen Gemeinde im Département Côtes-d’Armor in der Region Bretagne, wurde im 15./16. Jahrhundert errichtet. Der Taubenturm steht seit 2009 als Teil des Manoir als Monument historique auf der Liste der Baudenkmäler in Frankreich.
Der runde Taubenturm aus Bruchstein hat eine Tür mit Hausteinrahmung. Das Dach ist aus dem gleichen Stein ausgeführt wie das Mauerwerk.